# 分裂 (2016年電影)
是一部於2016年上映的美國心理驚悚恐怖電影，由奈·沙馬蘭執導和編劇，並由詹姆斯·麥艾維、安雅·泰勒-喬伊與貝蒂·芭克利主演。該片講述擁有多重人格的神祕男性因故而綁架了三名少女，而使少女們接觸了一連串的驚悚際遇。
正式拍攝於2015年11月11日在費城進行。《分裂》最先於2016年9月26日在奇幻電影節上首映，並由環球影業發行，定於2017年1月20日在美國上映。電影上映後，獲得了影評人與觀眾的普遍好評，以及全球票房達2.78億美元的成功票房。
本片為「東鐵177號列車三部曲」的第二部作品，以及《驚心動魄》的獨立續集；劇情雖無直接關連，但從片中串場人物可發現兩片處於同一個世界。後續的《異裂》則正式的串連起前兩部電影。

## 劇情
文靜少女凱西·庫克在學校裏一直都是局外人，有一天受到藝術課同學克萊兒的邀請去參加她的生日聚會，結束後準備搭克萊兒父親的便車回家。但一名素未謀面的眼鏡男子坐上駕駛座，綁走凱西、克萊兒和其朋友瑪西亞。三個女孩被鎖入一間地下室中，克萊兒和瑪西亞在慌亂中商討逃跑計畫時，唯獨凱西一人保持著冷靜，決定先按兵不動。夜晚，女孩們聽見門外傳來女子的聲音，便大聲向她求救，但開門後卻發現只是穿着女裝的綁匪本人，並聽到他的思維“女性化”，稱自己名叫「帕翠莎」。隔天，綁匪又以稚氣態度坐在門口，這次介紹自己是九歲的「海德維」。凱西漸漸意識到他其實有著多重人格，而綁架她們也只是他的其中一個人格「丹尼斯」所驅使。
男子本名為「凱文·溫德爾·克倫姆」，一位擁有二十三種不同人格的解離性人格疾患患者，源於他從小被強迫症母親虐待所導致；兩位時常所為他主體的人格則是丹尼斯和帕翠莎。一直以來，凱文一直接受他的私人心理醫生凱倫·佛萊徹的治療和指導，並在治療過程中用著一種人格「巴瑞」。而佛萊徹從巴瑞的話裏推斷出他除了二十三種人格以外，因為每個人格的化學變化產生他的第二十四種人格，被丹尼斯和帕翠莎稱為「野獸」；其一直被鎖入他的頭腦深處並等待釋出。
凱西通過套話從天真的海德維裏得知，丹尼斯綁架她們過來，是為了將她們當作貢品奉獻給即將到來的野獸。克萊兒和瑪西亞先後靠欺騙凱文來趁機逃脫，但都因失敗而被丹尼斯抓回，被單獨監禁在黑暗房間裏。幾天下來，凱文持續去見佛萊徹醫生，而佛萊徹通過和凱文的會談，推測丹尼斯已經成為凱文的主體人格，而通過聆聽凱文講述的一些關於女孩們的事情後，佛萊徹懷疑他和三名女孩的綁架案有關。另一方面，凱西一直試圖和海德維打好關係，誘使他帶自己去他的私人房間，而當海德維向凱西展示他所講的窗戶時，凱西卻發現所謂的“窗戶”其實只是一張畫。但凱西還是想辦法從海德維身上取得一個對講機，當她試圖對另一邊的人求救時，卻再度被佔據身體的帕翠莎關回去。
幾天後的晚上，放不下心的佛萊徹醫生來到凱文的家，聆聽著凱文講述野獸人格一事，佛萊徹愈想愈不對勁，假裝借用洗手間而發現被囚禁的克萊兒時，還沒來得及救她就被丹尼斯迷暈。不久後，野獸人格終於被釋放出來並佔據凱文的身體，使凱文全身都獲得超人類的速度和力量。佛萊徹想到對付凱文的方法而在一張餐巾上寫下凱文的本名，野獸回來後緊緊環抱佛萊徹醫生，壓碎骨頭與內臟而殺死了她，隨後並殺死克萊兒和瑪西亞而開始進食她們。同一時間，凱西逃出房間後，於凱文的私人電腦上觀看他為自己的二十三種人格的分別自錄像。隨後，她在廚房找到佛萊徹的屍體時看到凱文的名字。發狂的「野獸」在凱西喊出凱文的名字後恢復本體人格，凱文意識到自己兩年來都被其他人格佔據，便要求凱西到上方置物櫃裏取出散彈槍把他殺死。
凱文的其他人格瞬間將凱文再次排除出去，而野獸再次回歸並開始追殺凱西。凱西腿部被咬傷後拿到散彈槍，對他射中幾槍卻沒有造成多大傷害，最後只好將自己鎖進一個牢籠裏，將野獸鎖在外面。然而，野獸剛要扒開籠子攻擊時，突然注意到凱西身上的多處舊傷痕，當中還包括靠自殘來試圖自殺的痕跡；這源於凱西童年起自從父親不幸去世後，多年下來經受她叔叔的多次性侵。目睹此狀的野獸感覺到和牠一樣受過「創傷」的人則是“心靈純淨”，決定饒過凱西一命而從現場消失。
凱西被一名走進地下室的工作人員找到後獲救，離開地下道後得知她上方是費城動物園，而凱文曾經也是那裡的管理員。警察趕到現場後搜到三具屍體，也找到凱文的私人物品，凱西包紮好傷勢後被警察詢問是否要聯絡她叔叔，而她遲遲沒有回答。逃亡至某處的凱文開始靠丹尼斯、帕翠莎和海德維三個人格重新整理思緒，三個人格開始敬佩野獸的實力而決定以此來改變世界。凱文的案例馬上被新聞媒體大做文章廣為報導，將其稱呼為「邪軍」；而一家餐廳的客人們從凱文的例子中，想起十五年前有一名和他極為相似的罪犯。當時坐在那群客人旁邊的大衛·鄧恩，提示她們那名罪犯名叫「玻璃先生」。

## 角色
- 詹姆斯·麥艾維 飾演 凱文·溫德爾·克倫姆（英语：Kevin Wendell Cram）：解離性人格疾患（DID）患者，已知擁有二十三種人格，每一個人格對外有著不同的反應。凱文的身體最終產生了他第二十四種人格「野獸」（The Beast），該人格擁有超人類的速度和力量，以及肉體強度。這些人格被統稱作「邪軍」（The Horde）。對於得在同個鏡頭內分飾多種人格，麥艾維認為這很具挑戰性[3]。

- 安雅·泰勒-喬伊 飾演 凱西·庫克（Casey Cooke）：一位文靜少女，在學校常惹麻煩是為了逃避讓她受傷的家，內心獨立堅強，擁有創傷的過去，是最能理性思考的少女。5歲時的凱西由伊茲·柯菲（Izzie Coffey）飾演。

- 貝蒂·芭克利（英语：Betty Buckley） 飾演 凱倫·佛萊徹（Dr. Karen Fletcher）：知名心理醫生，幫助凱文治療DID，認為患者在極端情況下，會使自己產生生理變化。對多重人格有獨特的見解。芭克利稱佛萊徹為「一位非常直來直往的人，她非常有耐性地投入她的工作」[4]。

- 海莉·盧·理查森 飾演 克萊兒（Claire）：凱西的藝術課同學，和她一起被凱文綁架，雖然機警的想要逃跑，卻缺乏冷靜的思考。理查森形容克萊兒為「三人之中的領導者」[4]。

- 潔西卡·蘇拉（英语：Jessica Sula） 飾演 瑪西亞（Marcia）：凱西的同學，是克萊兒最好的朋友，同樣被凱文綁架。在三位少女中較缺乏想法與主見，總是跟著克萊兒走。

- 塞巴斯蒂安·阿塞勒斯 飾演 庫克先生（Mr. Cooke）：凱西的父親，曾教導凱西打獵技巧，死於遺傳性心臟病。

- 尼爾·哈芬（英语：Neal Huff） 飾演 伯努瓦先生（Mr. Benoit）：克萊兒的父親。

- 布萊德·威廉·亨克（英语：Brad William Henke） 飾演 約翰（John）：凱西的叔叔，在凱西父親死後成為凱西的法定監護人，曾性侵過孩童時期的凱西。

此外，布魯斯·威利在片尾客串飾演大衛·鄧恩，《驚心動魄》（2000年）的男主角（未掛名）。導演奈·沙馬蘭客串出演佛萊徹博士公寓的一名保全人員，傑（Jai）。

## 人格
- 1. 貝瑞（Barry）：外向的領導者
- 2. 傑德（Jade）：患有糖尿病
- 3. 歐維爾（Orwell）：歷史知識豐富
- 4. 凱文（Kevin）：最原始的人格
- 5. 亨里克（Heinrich）
- 6. 諾瑪（Norma）
- 7. 戈達德（Goddard）
- 8. 丹尼斯（Dennis）：有潔癖，體格最好，喜歡看少女裸舞，負責執行綁架行動的人格
- 9. 海維（Hedwig）：9歲男童
- 10. 伯尼斯（Bernice）
- 11. 派翠西亞（Patricia）：女性人格，高級女祭司
- 12. 波利（Polly）
- 13. 盧克（Luke）
- 14. 拉克爾（Rakel）
- 15. 菲莉西亞（Felicia）
- 16. 安塞爾（Ansel）
- 17. 傑林（Jalin）
- 18. 凱特（Kat）
- 19. B·T（B.T.）
- 20. 賽繆爾（Samuel）
- 21. 瑪麗·雷諾茲（Mary Reynolds）
- 22. 伊恩（Ian）
- 23. 普利查德先生（Mr. Pritchard）：電影學教授
- 24. 野獸（The Beast）：近似非人類人格，所有人格的老大，欲殺沒被欺負玷污過的人，認為那些人沒有活著的價值

## 製作
2015年8月26日，奈·沙馬蘭下一步將推出自己編劇的驚悚片作品，並由瓦昆·菲尼克斯主演。沙馬蘭也會和傑森·布倫與Marc Bienstock共同監製。2015年10月2日，詹姆斯·麥艾維取代了菲尼克斯擔任主演。2015年10月12日，安雅·泰勒-喬伊、貝蒂·芭克利、潔西卡·蘇拉和海莉·露·李察森加入劇組。2015年10月27日，環球影業獲得發行權並將電影定名為《Split》。
電影正式於2015年11月11日在賓夕法尼亞州的費城開拍。沙馬蘭在看過《靈病》（2014年）後對該片的攝影風格大為讚賞，便請來了《靈病》的攝影師麥克·吉歐拉基斯；而美術設計師瑪拉·里波-施魯普則是沙馬蘭看完電視劇《無間警探》後請來的。儘管未宣布何時殺青，但於2016年6月7日，劇組重拍了部分片段。在後製過程中，斯特林·K·布朗在當中所飾演的佛萊徹醫生的鄰居鏡頭已被刪除。

## 主題
演員貝蒂·芭克利稱該片處理燈光及拍攝的方式「非常優美且充滿藝術氣息」，就像是「一部法國片」。製片人馬克·比安斯托克表示，「該片用一種微妙的方式呈現其風格，很自然，但是神秘又血腥」。

## 發行
電影最初定於2017年1月27日在美國上映，後來改至2017年1月20日。電影最先於2016年9月26日在奇幻電影節上首映。

### 評價
《分裂》整體獲得的評價以正面居多。爛番茄根據278條評論，持有77%的新鮮度，平均得分6.4／10；該網站共識：「《分裂》以詹姆斯·麥艾維於多種角色上的戲劇性演技作擔當-並察覺編劇兼導演奈·沙馬蘭響亮地回歸到《驚心動魄》的模式」。Metacritic得分62，代表「普遍好評」。據CinemaScore調查，觀眾的反應在A+至F間落於「B+」。
《衛報》的喬丹·霍夫曼給了4星（滿分5星），他評論：「希區考克式地巧妙結合了恐怖和治療過程」。

### 票房
北美方面，《分裂》與同期上映的《限制級戰警：重返極限》和《速食遊戲》共同競爭，估計於首週末能從三千零三十八間戲院中獲得2000萬至2500萬美元的票房。在美國週四晚間，電影獲得200萬美元的票房，這表現比2015年的《探訪》的100萬美元更好；為此分析師再估計首週末票房有望獲得3000萬至3700萬美元。美國首映週末票房收入為4020萬美元，位居當週票房冠軍，並在麥艾維主演的非《X戰警》系列電影中最高的首映成績。之後，《分裂》在美國連續蟬聯了三週的票房冠軍。
台灣方面，首週三天票房為新台幣4380萬元；次週票房累計至新台幣1億元；最終全台票房為新台幣1.63億元。
| 上一届： 《關鍵少數》          | 2017年美國週末票房冠軍 第3-5週 | 下一届： 《樂高蝙蝠俠電影》 |
| 上一届： 《惡靈古堡6：最終章》 | 2017年台北週末票房冠軍 第5-7週 | 下一届： 《為了與你相遇》   |

## 續集
奈·沙馬蘭在電影上映後表示，希望能推出續集。沙馬蘭解釋，《分裂》的最後一場景是《驚心動魄》的大衛認同玻璃先生的觀點：「世界上有超能力的人」。沙馬蘭也表示，未來他想拍攝一部結合《驚心動魄》與《分裂》的電影，並已有了初步的故事架構。
基於《分裂》在商業利益上的成功，使得第三部電影確定推出，而迪士尼預計將與環球共同出資製作續集。2017年4月26日，沙馬蘭在自己的Twitter頁面上透露，續集命名為《異裂》，電影定於2019年1月18日在美國上映，而演員布魯斯·威利、山繆·傑克森、詹姆斯·麥艾維和安雅·泰勒-喬伊都有望回歸出演自己的角色。

## 外部連結
- 互联网电影数据库（IMDb）上《分裂》的资料（英文）
- Box Office Mojo上《分裂》的資料（英文）
- 爛番茄上《分裂》的資料（英文）
- Metacritic上《分裂》的資料（英文）
- AllMovie上《分裂》的资料（英文）
- 開眼電影網上《分裂》的資料（繁體中文）
- 时光网上《分裂》的資料（简体中文）
- 豆瓣电影上《分裂》的資料 （简体中文）